# Paul Huguet
Pour les articles homonymes, voir Huguet.
Paul Huguet est un céiste français de slalom. 
Aux Championnats du monde 1949 à Genève, il est médaillé d'or en canoë monoplace (C1) par équipe et médaillé d'argent en C1.